# Matthias Koesno
Matthias Josaphat Koesno (* 13. Juli 2006 in Singapur) ist ein singapurischer Fußballspieler.

## Karriere
Matthias Koesno erlernte das Fußballspielen in der Jugendmannschaft der Sporting SG Soccer Academy. Am 1. Juli 2021 wechselte er in die Juniorenmannschaft des Erstligisten Tampines Rovers. Sein Erstligadebüt für die Rovers gab der Juniorenspieler am 10. Juni 2023 (16. Spieltag) im Heimspiel gegen Hougang United. Bei dem 2:0-Sieg wurde er in der 90.+5 Minute für Faris Ramli eingewechselt.